# Comostolopsis viridicilia
Comostolopsis viridicilia är en fjärilsart som beskrevs av Fletcher 1978. Comostolopsis viridicilia ingår i släktet Comostolopsis och familjen mätare. Inga underarter finns listade i Catalogue of Life.